# Edith Groba

Edith Groba e Marlene Damiani Pinto.

Edith Nogueira da Gama Groba de Oliveira (Rio de Janeiro, 16 de novembro de 1928) é uma nadadora brasileira, que participou de duas edições dos Jogos Olímpicos pelo Brasil.

## Trajetória esportiva
Edith era atleta afiliada ao Fluminense e sua especialidade era o nado costas. Não primava pela resistência, mas era absoluta nos 200 metros em sua época, e foi recordista brasileira durante vários anos.
Em 1946, após o fim da Segunda Grande Guerra, começou uma era de mudanças na natação, e Edith foi o maior destaque que surgiu naquela época, tendo sido recordista sul-americana por muitos anos.
Nas Olimpíadas de Londres em 1948, ela nadou os 100 metros costas, não chegando à final da prova.
Nas Olimpíadas de Helsique em 1952, ela nadou os 100 metros costas, não chegando à final da prova.